# Лысач, Андрей Лукич
Андрей Лукич Лысач (12 августа 1911 — 27 мая 1990) — комбайнёр Албашской МТС Каневского района Краснодарского края. Герой Социалистического Труда (20.05.1952).

## Биография
Родился 12 августа 1911 года в станице Новоминская Кубанской области в семье крестьянина. Прошёл обучение на курсах трактористов. Трудовую деятельность начал в местном колхозе "Коммунар", являлся стахановцем. В начале 1930-х годов был отмечен пачкой махорки и куском хозяйственного мыла за ударный труд.
Участник Великой Отечественной войны. После возвращения домой стал работать комбайнёром Албашской МТС Каневского района Краснодарского края.
В 4-й пятилетки Андрей Лысач достиг высоких показателей по сбору урожая. Дважды награждён орденом Ленина. В уборочную кампанию 1951 года он сумел намолотить на комбайне "Сталинец-6" 10012 центнеров зерна. 
Указом от 20 мая 1952 года за получение высоких показателей по сбору урожая зерновых был удостоен звания Герой Социалистического Труда с вручением ордена Ленина и золотой медали «Серп и Молот».
Последние годы проживал в родной станице Новоминская. Умер 27 мая 1990 года.

## Награды
Имеет следующие награды за трудовые и боевые успехи:
- Герой Социалистического Труда (20.05.1952);
- Орден Ленина (16.04.1949);
- Орден Ленина (21.05.1951);
- Орден Ленина (20.05.1952);
- Орден Отечественной войны - II степени (11.03.1985).